# Distretto di Tishkan
Il distretto di Tishkan è un distretto dell'Afghanistan appartenente alla provincia di Badakhshan. Viene stimata una popolazione di 15 002 abitanti (stima 2016-17).